# Laserski tiskalnik
Laserski tiskalnik je naprava, ki s pomočjo tonerja in laserske tehnologije natisne besedilo ali sliko na izbrani predmet - po navadi papir. Lasersko tiskanje je proces elektrostatičnega digitalnega tiskanja. Proizvaja visoko-kvaliteten tekst in grafiko s tem, da pomika laserski žarek naprej in nazaj po negativno nabitem cilindrskem bobnu in s tem ustvari diferencialno sliko. Boben potem zbere električno nabito črnilo in sliko nanese na papir, ki je potem segret, da se ustvari trajna zaščita tiska. Za razliko od navadnih fotokopirnih strojev, laserski tiskalnik proizvaja sliko direktno iz skeniranja, kar mu omogoča veliko hitrejše tiskanje.
Prvi laserski tiskalnik je naredil Xeroxov znanstvenik Gary Starkweather, ko je preoblikoval Xeroxov fotokopirni stroj leta 1971. S tem si je Xerox ustvaril večmiljardni posel. Prva komercialna izvedba laserskega tiskalnika je bil IBMov model 3800 leta 1976, ki je bil namenjen tiskanju velikih količin računov in pisemskih nalepk. Kar nekaj modelov 3800 je še vedno v uporabi. Prvi laserski tiskalnik za računalnike je bil Xerox Star 8010, ki je prišel na tržišče leta 1977. Tiskalnik je bil takrat velika novost in tudi zelo drag. Zato je so jih prodali le v majhnem številu, večinoma za laboratorije in inštitute. Ko se se razširili osebni računalniki, je podjetje Hewlett-Packard predstavilo svoj prvi HP LaserJet tiskalnik, ki je takrat zmogel 8 ppm (strani na minuto) in imel ločljivost 300 dpi, ter ga tržil po 3.600 dolarjev. Od takrat je podjetje HP vodilno na tržišču laserskih tiskalnikov. Kmalu za tem so mu začeli slediti tudi drugi proizvajalci, kot so Lexmark, Oki, Brother, IBM, Epson, Minolta in drugi.
V 21. stoletju se zaradi velikega znižanja cen vedno več laserskih tiskalnikov uporablja tudi za domačo uporabo.

## Zgodovina
V šestdesetih dvajsetega stoletja, je imela družba Xeroc Corporation najpomembnejšo vlogo na trgu s tiskalniki. Leta 1969, je Gary Starkweather, ki je delal na xeroxovem oddelku za razvoj, dobil idejo za laserski žarek, ki bi sliko »risal« naravnost na fotokopirni boben. Tako je leta 1971 prilagodil Xerox 7000 printer tako, da je imel laserski izhodni terminal. Leta 1972 je Starkweather sodeloval z Butlerjem Lampsonom in Ronaldom Riderjem, kateri so v tiskalnik vgradili kontrolni sistem in generator znakov, tako je potem nastal printer imenovan EARS, kasneje Xerox 9700 laserski tiskalnik.
Prvi reklamno oglašeni laserski tiskalnik je bil IBM 3800, ki je bil narejen za podatkovne centre in je zamenjal linijske tiskalnike, ki so bili pritjeni na glavne računalnike. IBM 3800 se je uporabljal za obsežna tiskanja stalnih tiskanin, kot so časopisi, in je dosegel hitrost 215 strani na minuto (ppm) pri resoluciji 240 pik na palec (dpi). Več kot 8000 jih je bilo prodanih.
Leta 1977 je bil predstavljen Xerox 9700, ki za razliko od IBM 3800 ni bil namenjen temu, da bi zamenjal kakšen tiskalnik, je pa imel omejeno tiskanje na stran. Xerox 9700 se je odlikoval s tem, da je imel visoko vrednost pri tiskanju različnih vsebin na papir. Leta 1979 je Canon predstavil namizni laserski tiskalnik, Canon LBP-10, ki je nastal po navdihu reklamnega vzpeha Xeroxa 9700. Canon je delal na zelo izboljšanem tiskalnem motorju, Canon CX, ki je nastal z navadnim tiskalnikom LBP-CX. Ker je imel Canon malo izkušenj s prodajo tiskalnikov uporabnikom, se je povezal s tremi družbami: Diablo Data Systems, Hawlett-Packard (HP) in Apple Computers.
Prvi laserski tiskalnik zasnovan za uporabo v pisarni je bil Xerox Star 8010 leta 1981. Bil je neprekosljiv v prodaji, dokler ni na trg prišel Apple Macintosh. Četudi je bil Star 8010 inovativen, je bil precej drag in je bil dostopen le poslovnim inštitucijam za katere je bil tudi narejen.
Leta 1984 je na trg prišel GP LaserJet, ki je bil izdelan za masivno prodajo. Imel je Canonov CX sistem, katerega je nadziral HP- jev program. Podobne so hitro naredili tudi Brother Industries, IBM in drugi. Prvi stroji so imeli foto občutljiv boben, ki je bil večji od samega lista na katerega je tiskal. Ko so izumili hitre premaze, se je boben lahko papir dotaknil večkrat, tako pa so lahko bobni postali manjši.
Leta 1985 je Apple predstavil LaserWriter, prav tako s Canonovim CX motorjem), imel pa je nov računalniški jezik za tiskanje vektorske grafike, imenovan PostScript. PostScript je omogočal uporabo teksta, fontov, grafike in slik neodvisno od znamke in resolucije tiskalnika. PageMark, katerega je naredil Aldus za Macintosh in LaserWriter, je prav tako nastal leta 1985, v kombinacija s PostScriptom pa sta postala zelo popularna v namizni industriji. Laserski tiskalniki so omogočili hitro in visokokvalitetno tiskanje z neomejenim številom fontov na strani, to pa je dostopno le poslovnim trgom. Noben drugi bolj dostopen tiskalnik tega časa ne omogoča vseh teh funkcij.

## Proces tiskanja
Laserski žarek sliko, katera mora biti natisnjena nanese na električno nabiti valjasti boben. Fotoprevodnost omogoča, da iz mest, ki so bila obsvetljena z laserjem odpadejo nabiti elektroni. Delci iz črnila v prahu tako ostanejo na bobnu, ki ni bil obsvetljen z laserjem. Nato boben sliko z dotikom nanese na papir, ki potem potuje še skozi zadnji postomek, kjer se slika toplotno obdela za daljši obstoj.
V tem procesu je navadno 7 korakov obdelave:

### Sitasta obdelava slike
Dokument, katerega je potrebno natisniti je po navadi kodiran s PostScript, Printer Command Language ali Open XML Paper Specification. Procesot tako kodirano sliko shrani v kodirni spomin v tiskalniku. Vsaki horizontalni črti iz pik preko strani se pravi skenirna linija.
Lasersko tiskanje se od drugih razlikuje po tem, da sliko vsakič nanese v celoti, za razliko od navadnih tiskalnikov, ki se po nekaj skenirnih linijah lahko ustavijo za nekaj sekund. Da bi se izognili temu, da bi laser dosegel del strani še preden bi imel črnilo, ki ga mora tja nanesti, kodirni spomin shranjuje celotno stran.
Potrebna velikost spomina se narašča s kvadratom pik na palec (eng. Dots per inch ali dpi), torej za 600 dpi in eno barvo potrebuje 4 MB in za 4 barvi pri 600 dpi potrebuje 16 MB. Za celoten grafični izhod za stran velikosti A4 pri 300 dpi je potreben le 1 MB. Pri 300 dpi nastane 90 000 pik na kvadratni palec (300 pik na inčno linijo). Na navaden papi, na katerem se v vsaki vrstici pusti 6,4 mm prostora, se nanese 7 560 000 pik. Spomin z 1 MB  oziroma natančno 1 048 576 B je ravno pravšnji za shranjevanje celotne strani pri 300 dpi, kjer ostane še 100 kB za kodirni procesor.
V barvnem tiskalniku, kjer je vsaka od štirih CMYK barv narejena pred tiskanjem, je potrebnih vsaj 4 MB za polno barvno in črkovno shemo pri 300 dpi.
V osemdesetih dvajsetega stoletja, so bile spominske kartice precej drage tako, da si lahko tiskalnik dobil s ceno, katere vrednost je bila vsaj štirimestna. Cena spominskih kartic je nato padla, do leta 2008 je bilo možno dobiti ugoden laserski tiskalnik s 1200 dpi. Laserski tiskalniki z 2400 dpi, ki tiskajo na plastične plošče so tudi dobavljivi.

### Nanašanje
V starejših tiskalnikih žica, oziroma v novejših primarno nabit valj, nanaša elektrostatični naboj na foto receptor, kar omogoča, da foto občutljiv boben ohranja elektrostatični naboj na svoji površini v primeru temé.
S prisotnostjo izmeničnega toka se odstrani naboj, ki lahko ostane še od prejšnje slike. Doda se tudi enosmeren tok, kar omogoči, da na bobnu nastane le negativen naboj.

### Izpostavljanje
Laser potuje skozi sistem leč in ogledal, kjer pride kot laserski žarek do foto sprejemnika/receptorja. Boben se med skeniranjem vrti. Podatki, ki so shranjeni v kodirnem spominu, se tako s pomočjo laserskega žarka nanesejo v obliki pik na valj. Laser se uporablja, ker lahko z ozko črto posežejo po dolgih razdaljah. Laserski žarek tako nevtralizira naboj na črnih območjih slike, tako pa omogoči, da je elektrostatična negativna slika odmaknjena od površine valja.

### Razvijanje
Naelektrena površina je tako izpostavljena tonerju s suhim črnilom v prahu pomešanim s sajami ali z barvo. Delci imajo negativen naboj in se tako privlačijo z elektrostatično nevtralno površino, ki je bila obsijana z laserjem. Ker se enaka naboja odbijata, se negativni delci z barvo ne bodo dotaknili delov bobna z negativnim polom.

### Prenos
Valj potuje preko papirja, na katerega nanese sliko. Novejši tiskalniki uporabljajo pozitiven valj na hrbtni strani papirja, ki potegne negativne delce z barvo na papir.

### Obdelava
Papir potuje skozi fiksirno montažo, kjer se segreje na 200 ˚C in stisne plastični prah nase. To se po navadi dogaja s segreto votlo cevjo in z gumijastim pritisnim valjem. V sredini votle cevi je infrardeča žarnica, ki s svetlobo segreva cev. Za pravilno lepljenje morata oba valja biti enakomerno segreta.
Nekateri tiskalniki uporabljajo zelo tanek prilagodljiv kovinski valj, s katerim je manj mase, ki se mora segreti in je prej na pravšnji temperaturi. Če se papir pomika bolj počasi, je več časa za topljenje in valj lahko opravlja na nižji temperaturi. Manjši in cenejši tiskalniki delajo bolj počasi zaradi manjše porabe energije, večji in dražji pa hitreje na višji temperaturi.

### Čiščenje
Ko je tiskanje končano, električno negativno mehko plastično rezilo odstrani odvečno barvo in ga odvrže v predal za ostanke. Prav tako odbojna žarnica odstrani naboj iz foto receptorja na valju.
Črnilo lahko na valju ostane tudi takrat, ko pride do zastoje papirja v procesu. Ko pride do te napake, je valj potrebno očistiti in proces ponoviti.

## Zmogljivost
Kot za vse ostale elektronske naprave, je tudi za laserske tiskalnike cena padla skozi leta. Leta 1984 je HP prodal LaserJet za 3500$, imel pa je težave s slabo resolucijo in težo kar 32 kg. Leta 2008 so se cenejši enobarvni laserski tiskalniki prodajali za manj kot 70€. Ti tiskalniki sicer sliko procesirajo na povezani računalnik, ampak presegajo LaserJet iz 1984 skoraj v vseh primerih.
Hitrost tiskanja se zelo razlikuje in je odvisna od različnih dejavnikov, še posebej od grafične intenzivnosti, ki mora biti procesirana. Najhitrejši modeli lahko tiskajo s hitrostjo 200 enobarvnih strani na minuto (12 000 na uro). Najhitrejši barvni laserski tiskalniki lahko natisnejo več kot 100 strani na minuto (6000 strani na uro). Zelo hitri tiskalniki se uporabljajo za masivno proizvodnjo prilagojenih dokumentov, kot so kreditne kartice in računi, nekateri tudi tekmujejo z litografijo pri komercialnih namenih.
Cena tiskalnikov je odvisna od kombinacij dejavnikov, kot so cena papirja, kartuše, menjave bobna, prav tako menjave fiksirnega valja in prenosa. Po navadi je lastništvo tiskalnika z mehkim plastičnim bobnom precej drago, a postane očitno šele, ko je valj potrebno zamenjati.
Obojestransko tiskanje lahko razpolovi ceno papirja, zmanjša pa tudi obseg shranjevanja. Obojestransko tiskanje je omogočeno šele v srednjem obsegu cen saj ne morejo vsi tiskalniki vsebovati enote za obojestransko tiskanje. Takšno tiskanje tudi privede do počasnejšega tiskanja zaradi večje dolžine tiska.

## Barvni laserski tiskalniki
Barvni laserski tiskalniki uporabljajo suhe barve, po navadi štiri različne: cyanidno, magneto, rumeno in črno (CMYK). Ko enobarvni tiskalniki uporabljajo enolasersko montažo, barvni uporabljajo dve ali več.
Barvno tiskanje prinaša tudi zahtevnost v procesu tiskanja, saj lahko zaradi rahlih premikov, znanih tudi registracijskih napak, pride do nenamerne barve obrobe, zameglitve in svetlo/temno barvnih prog. Da se omogoči visoko natančnost tiskanja, nekateri tiskalniki uporabljajo »prenosni pas«. Prenosni pas potuje pred barvnimi delci, ki se natančno nanesejo na pas, zatem pa se v enem enotnem koraku nanesejo na papir.
Pri barvnih tiskalnikih po navadi pride do večje cene na stran tiskanja (tudi pri samo enobarvnem tiskanju).

## Primerjava z navadnimi tiskalniki
Proizvajalci uporabljajo podobna imena za cenene laserske in navadne tiskalnike. Cena tiskalnikov je nizka, je pa nakup tonerjev in kartuš precej drag. Laserski tiskalniki so precej hitrejši od navadnih, prav tako je cena na stran nekoliko nižja. Kvaliteta tiskanja pri laserskih tiskalnikih je po navadi omejena na 600-1200 dpi in na samo 4 barvne tonerje. Po navadi imajo težavo s tiskanjem velikih površin in površin s postopoma spreminjajočimi barvami. Navadni tiskalniki narejeni za tiskanje fotografij lahko proizvedejo precej bolj kvalitetne slike.

## Ukrepi proti ponarejanju
Veliko modernih tiskalnikov uporablja sejalnike pik, za namene identifikacije.
Pike so rumene in s premerom 0,1 mm in posejane na razmaku 1 mm. To je domnevno rezultat dogovora med ameriško vlado in proizvajalci v iskanju ponarejevalcev.
Pike kodirajo podatke kot so datum, čas in serijsko številko tiskanja v binarno-kodirni kodi na vsake natisnjenem papirju, kar omogoča sledenju nakupa tiskalnika in včasih sledenju kupca.
Zagovorniške skupine digitalnih pravic kot so npr. Electronic Frontier Foundation, so zaskrbljene glede pravic in anonimnosti tistih, ki tiskajo.

## Nevarnosti, zdravstvena tveganja in varnostni ukrepi

### Čiščenje tonerja
Delci v tonerju so narejeni, da imajo možnost proizvodnje statične elektrike pri drgnjenju ob druge delce in stvari. Statično odbojni delci iz valja lahko vžgejo prah v zračnem čistilniku. Delci iz tonerja so tako majhni, da jih navadni vakuumski čistilniki težko prefiltrirajo in lahko pridejo nazaj v sobo.
Če se toner raztrese v tiskalniku, bi bil potreben poseben čistilnik z HEPA filtrom imenovan tudi tonerski ali ESD-varni sesalci.

### Nevarnosti ozona
Kot normalen proces, visoka napetost v tiskalniku lahko privede do tega, da nastane majhna količina ioniziranega kisika in dušika, kar oblikuje ozon in dušikov oksid. V večjih komercialnih tiskalnikih, ogljikov filter prefiltrira te delce in prepreči onesnaženje zraka v pisarnah.
Kakorkoli, majhna količina lahko preide skozi filter, manjši pa filtra sploh nimajo. Ob daljšem tiskanju bi bila količina v neprezračenem prostoru opazna. Tako v ekstremnih primerih obstajajo nevarnosti za zdravje.

### Prepoved zračnega tovora
Po eksploziji na letalu leta 2010 zaradi eksplozije tonerja je ameriška varnost za transport izdala prepoved tovorjenja tonerjov, katerih masa presega 0,45 kg. Ta prepoved ne bi močno omejila tovora, saj večina tonerjev ne presega prepovedane mase.